# Liste der US-amerikanischen Meister im Skeleton

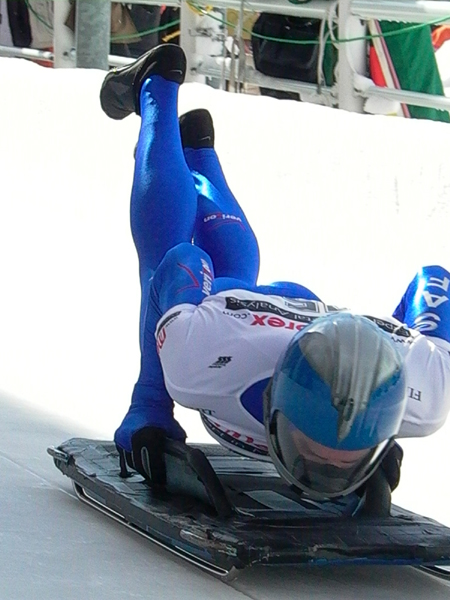
Brady Canfield, Meister 2003

Die Liste der US-amerikanischen Meister im Skeleton umfasst alle Sportler, die sich bei den nationalen Meisterschaften der USA im Skeleton auf den ersten drei Rängen platzieren konnten.
Die erste US-Meisterschaft der Herren wurde im Rahmen der Nordamerika-Meisterschaft im Skeleton 1990 ausgetragen. Dabei wurden für die US-Meisterschaft nur die US-Starter gewertet. Seit 1999 werden mehr oder weniger regelmäßig US-Meisterschaften ausgetragen. Dabei kommen unterschiedliche Modi zum Tragen. Manchmal werden eigene Meisterschaften ausgefahren, andere Male werden die Qualifikationsläufe etwa für die Olympischen Winterspiele als Meisterschaft gewertet.

## Platzierungen

### Einer der Männer
| Jahr | Ort                   | Meister         | Vize            | Dritter          |
| ---- | --------------------- | --------------- | --------------- | ---------------- |
| 1990 | Lake Placid           | Don Hass        | Orvie Garrett   | Russ Finley      |
| 1995 | Lake Placid           | Orvie Garrett   | Jim Shea        | Dennis Gallagher |
| 1999 | Park City             | Jim Shea        | Terry Holland   | Lincoln DeWitt   |
| 2000 | Park City             | Chris Soule     | Jim Shea        | Terry Holland    |
| 2001 | Park City             | Lincoln DeWitt  | Brady Canfield  | Chris Soule      |
| 2002 | Lake Placid           | Chris Soule     | Kevin Ellis     | Jim Torrico      |
| 2003 | Lake Placid           | Brady Canfield  | Chris Soule     | Chris Hedquist   |
| 2004 | Lake Placid           | Eric Bernotas   | Caleb Smith     | Chris Hedquist   |
| 2005 | Park City Lake Placid | Eric Bernotas   | Zach Lund       | Jim Shea         |
| 2007 | Park City             | Eric Bernotas   | Zach Lund       | Matthew Antoine  |
| 2008 | Lake Placid           | Caleb Smith     | Eric Bernotas   | Matthew Antoine  |
| 2011 | Lake Placid           | Matthew Antoine | John Daly       | Kyle Tress       |
| 2012 | Lake Placid           | Matthew Antoine | John Daly       | Kyle Tress       |
| 2013 | Lake Placid           | John Daly       | Matthew Antoine | Kyle Tress       |
| 2014 | Lake Placid           | Matthew Antoine | Mike Rogals     | Kyle Tress       |
| 2015 | Lake Placid           | Matthew Antoine | Kyle Brown      | Greg West        |

### Einer der Frauen
| Jahr | Ort                   | Meister           | Vize              | Dritter           |
| ---- | --------------------- | ----------------- | ----------------- | ----------------- |
| 1999 | Park City             | Juleigh Walker    | Tricia Stumpf     | Fallon Vaughn     |
| 2000 | Park City             | Tricia Stumpf     | Lea Ann Parsley   | Juleigh Walker    |
| 2001 | Park City             | Tricia Stumpf     | Colleen Rush      | Lea Ann Parsley   |
| 2002 | Lake Placid           | Lea Ann Parsley   | Katie Koczynski   | Marta Schultz     |
| 2003 | Lake Placid           | Katie Uhlaender   | Rebecca Sorensen  | Courtney Yamada   |
| 2004 | Lake Placid           | Katie Uhlaender   | Jessica Palmer    | Katie Koczynski   |
| 2005 | Park City Lake Placid | Lea Ann Parsley   | Tristan Gale      | Noelle Pikus-Pace |
| 2007 | Park City             | Katie Uhlaender   | Noelle Pikus-Pace | Rebecca Sorensen  |
| 2008 | Lake Placid           | Keslie Tomlinson  | Amanda Bird       | Mandy Jenkins     |
| 2011 | Lake Placid           | Anne O’Shea       | Katie Uhlaender   | Kimber Gabryszak  |
| 2012 | Lake Placid           | Megan Henry       | Savannah Graybill | Meghan Sullivan   |
| 2013 | Lake Placid           | Anne O’Shea       | Savannah Graybill | Lauren Salter     |
| 2014 | Lake Placid           | Savannah Graybill | Samantha Culiver  | Sherri Emery      |
| 2015 | Lake Placid           | Savannah Graybill | Anne O’Shea       | Megan Henry       |

## Medaillengewinner
- Platzierung: Gibt die Reihenfolge der Sportler wieder. Diese wird durch die Anzahl der Titel bestimmt. Bei gleicher Anzahl werden die Vizemeisterschaften verglichen und anschließend die dritten Plätze.
- Name: Nennt den Namen des Sportlers.
- Von: Das Jahr, in dem der Sportler das erste Mal unter die besten Drei kam.
- Bis: Das Jahr, in dem der Sportler zum letzten Mal unter die besten Drei kam.
- Titel: Nennt die Anzahl der gewonnenen Meistertitel.
- Silber: Nennt die Anzahl der Vizemeistertitel.
- Bronze: Nennt die Anzahl der Platzierungen auf dem dritten Platz.
- Gesamt: Nennt die Anzahl aller Podiumsplätze (1 bis 3).

### Männer
| Platz | Name             | Von  | Bis  | Titel | Vize | Dritter | Gesamt |
| ----- | ---------------- | ---- | ---- | ----- | ---- | ------- | ------ |
| 1.    | Matthew Antoine  | 2007 | 2015 | 4     | 1    | 2       | 7      |
| 2.    | Eric Bernotas    | 2004 | 2008 | 3     | 1    | -       | 4      |
| 3.    | Chris Soule      | 2000 | 2003 | 2     | 1    | 1       | 4      |
| 4.    | Jim Shea         | 1995 | 2005 | 1     | 2    | 1       | 4      |
| 5.    | John Daly        | 2011 | 2013 | 1     | 2    | -       | 3      |
| 6.    | Brady Canfield   | 2001 | 2003 | 1     | 1    | -       | 2      |
| 6.    | Orvie Garrett    | 1990 | 1995 | 1     | 1    | -       | 2      |
| 6.    | Caleb Smith      | 2004 | 2008 | 1     | 1    | -       | 2      |
| 9.    | Lincoln DeWitt   | 1999 | 2001 | 1     | -    | 1       | 2      |
| 10.   | Don Hass         | 1990 | 1990 | 1     | -    | -       | 1      |
| 11.   | Zach Lund        | 2005 | 2007 | -     | 2    | -       | 2      |
| 12.   | Terry Holland    | 1999 | 2000 | -     | 1    | 1       | 2      |
| 13.   | Kyle Brown       | 2015 | 2015 | -     | 1    | -       | 1      |
| 13.   | Kevin Ellis      | 2002 | 2002 | -     | 1    | -       | 1      |
| 13.   | Mike Rogals      | 2014 | 2014 | -     | 1    | -       | 1      |
| 16.   | Kyle Tress       | 2011 | 2014 | -     | -    | 4       | 4      |
| 17.   | Chris Hedquist   | 2003 | 2004 | -     | -    | 2       | 2      |
| 18.   | Russ Finley      | 1990 | 1990 | -     | -    | 1       | 1      |
| 18.   | Dennis Gallagher | 1995 | 1995 | -     | -    | 1       | 1      |
| 18.   | Jim Torrico      | 2002 | 2002 | -     | -    | 1       | 1      |
| 18.   | Greg West        | 2015 | 2015 | -     | -    | 1       | 1      |

### Frauen
| Platz | Name              | Von  | Bis  | Titel | Vize | Dritter | Gesamt |
| ----- | ----------------- | ---- | ---- | ----- | ---- | ------- | ------ |
| 1.    | Katie Uhlaender   | 2003 | 2011 | 3     | 1    | -       | 4      |
| 2.    | Savannah Graybill | 2012 | 2015 | 2     | 2    | -       | 4      |
| 3.    | Lea Ann Parsley   | 2000 | 2005 | 2     | 1    | 1       | 4      |
| 4.    | Tricia Stumpf     | 1999 | 2001 | 2     | 1    | -       | 3      |
| 4.    | Anne O’Shea       | 2011 | 2015 | 2     | 1    | -       | 3      |
| 6.    | Megan Henry       | 2012 | 2015 | 1     | -    | 1       | 2      |
| 6.    | Juleigh Walker    | 1999 | 2000 | 1     | -    | 1       | 2      |
| 8.    | Keslie Tomlinson  | 2008 | 2008 | 1     | -    | -       | 1      |
| 9.    | Katie Koczynski   | 2002 | 2004 | -     | 1    | 1       | 2      |
| 9.    | Noelle Pikus-Pace | 2005 | 2007 | -     | 1    | 1       | 2      |
| 9.    | Rebecca Sorensen  | 2003 | 2007 | -     | 1    | 1       | 2      |
| 12.   | Amanda Bird       | 2008 | 2008 | -     | 1    | -       | 1      |
| 12.   | Samantha Culiver  | 2014 | 2014 | -     | 1    | -       | 1      |
| 12.   | Tristan Gale      | 2005 | 2005 | -     | 1    | -       | 1      |
| 12.   | Jessica Palmer    | 2004 | 2004 | -     | 1    | -       | 1      |
| 12.   | Colleen Rush      | 2001 | 2001 | -     | 1    | -       | 1      |
| 17.   | Sherri Emery      | 2014 | 2014 | -     | -    | 1       | 1      |
| 17.   | Kimber Gabryszak  | 2011 | 2011 | -     | -    | 1       | 1      |
| 17.   | Mandy Jenkins     | 2008 | 2008 | -     | -    | 1       | 1      |
| 17.   | Lauren Salter     | 2013 | 2013 | -     | -    | 1       | 1      |
| 17.   | Marta Schultz     | 2002 | 2002 | -     | -    | 1       | 1      |
| 17.   | Meghan Sullivan   | 2012 | 2012 | -     | -    | 1       | 1      |
| 17.   | Fallon Vaughn     | 1999 | 1999 | -     | -    | 1       | 1      |